# 高雄橋
高雄橋為橫跨台灣南部愛河的橋樑，是連結高雄市前金區五福三路與鹽埕區五福四路的重要橋樑之一，為距離愛河灣口最近的車行橋樑。